# Instituto Internacional para Tecnologia de Programação da Universidade das Nações Unidas

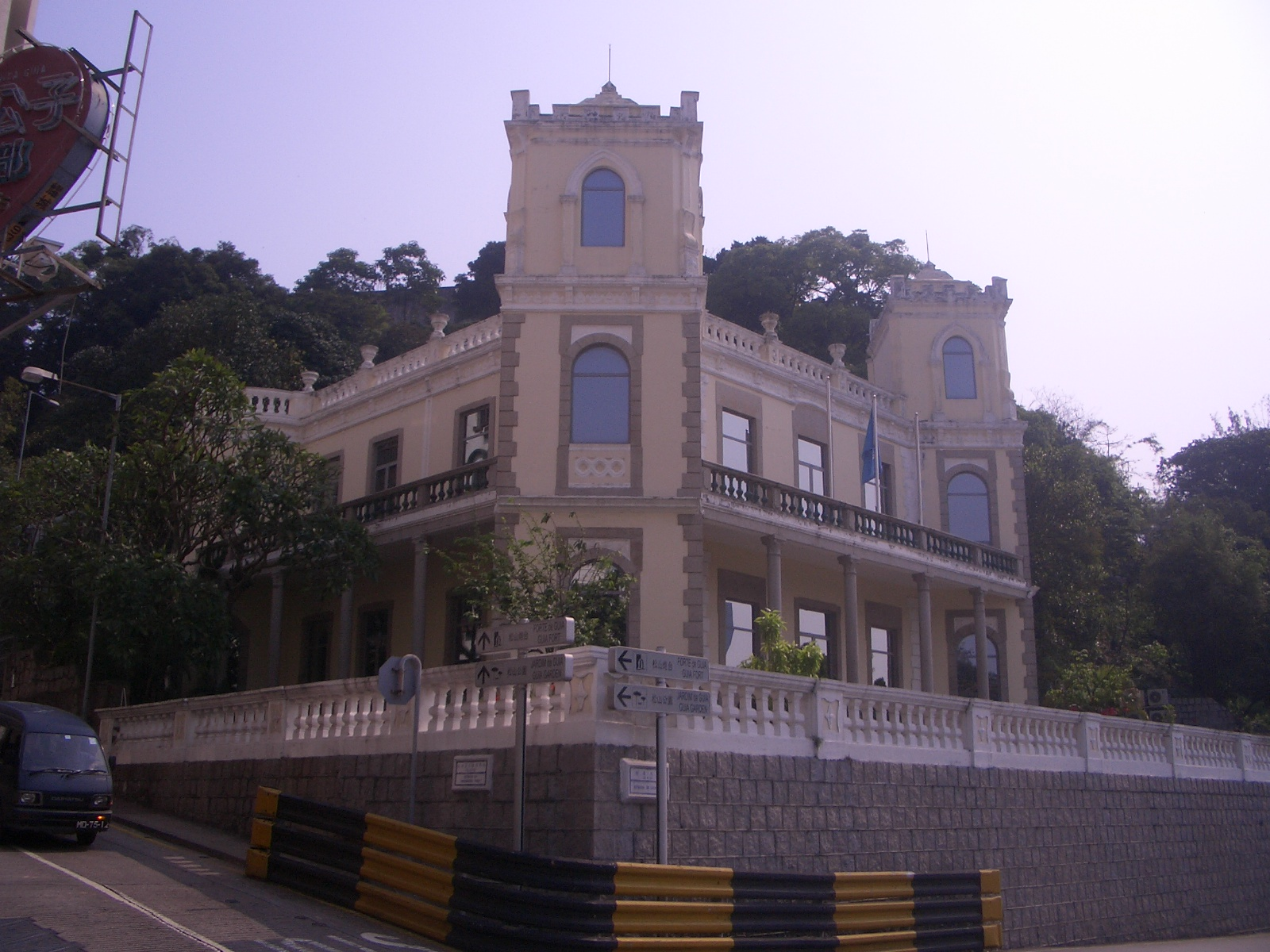
Instituto para Tecnologia de Programação da Universidade Internacional das Nações Unidas

O Instituto para Tecnologia de Programação da Universidade Internacional das Nações Unidas (inglês: United Nations University International Institute for Software Technology) (UNU-IIST) é um Centro de Formação e Pesquisa da Universidade das Nações Unidas baseado em Macau. Foi originalmente criado em 1992 pelo professor dinamarquês Dines Bjørner a partir de meios da China, Macau e Portugal. Subsequentemente foi liderado pelo professor chinês Zhou Chaochen e, desde 2005, o professor Mike Reed é o diretor.